# Stara Havana
Stara Havana (šp. La Habana Vieja) je jezgra izvornog grada Havane koja predstavlja najbogatiju zbirku kolonijalne arhitekture Latinske Amerike. Lokacija starih gradskih zidina sukladna je međama Stare Havane u kojoj se nalazi oko 3000 povijesnih zgrada. Zbog toga je „Stara Havana sa svojim utvrdama” uvrštena na UNESCO-ov popis mjesta svjetske baštine u Sjevernoj Americi 1982. godine
Stara Havana, sa svojim uskim ulicama i stršećim balkonima, tradicionalna je rezidencijalna zona, kao i središte jednog dijela trgovina i industrije zabave.

## Odlike
Kao glavno prolazno mjesto između novog svijeta i starog svijeta, kroz Havanu je prolazilo veliko obilje, što je uvjetovalo izgradnju najsnažnijih fortifikacija u Americi. Mnogi primjeri rane arhitekture mogu se vidjeti u vojnim utvrdama. Stara Havana također je bila opasana obrambenim zidovima, čija je izgradnja započela 1674., ali već premašenima po dovršenju 1767.
Utjecaji različitih stilova i kultura vidljivi su u raznolikom nizu maurske, španjolske, talijanske, grčke i rimske arhitekture.
Samostan Santa Clara (1638. – 18. stoljeće) dobar je primjer španjolskog stila, u kojem velika dvorana, koja podsjeća na preokrenuti brod, ilustrira umijeće ranih majstora. Katedrala u Havani (1748. – 1777.) koji dominira trgom Plaza de la Catedral (1749.) najbolji je primjer kubanskog baroka. Okružuju je bivše palače grofova Casa-Bayon (1720. – 1746.), markiza Arcos 
(1746.) i Aguas Claras (1751. – 1775.).
Havana je jedinstvena radi svojih neusporedivih arkada izgrađenih uglavnom od španjolskih imigranata. Mnogi unutrašnji patio (središnje dvorište zgrada, tradicionalno u španjolskoj i sredozemlju) ostaju slični arhitekturi u Sevilli, Cádizu i Granadi. Neoklasicizam, na kojeg se može naići u cijelom gradu, utjecao je na sve nove zgrade u Havani. Tada su uvedene mnoge urbane značajke, uključući plinsku javnu rasvjetu 1848., i željeznicu 1837. U drugoj polovici 18. stoljeća, naglo su napredovale proizvodnja kave i šećera, što je znatno utjecalo na razvoj najistaknutijeg arhitektonskog stila u Havani. Mnogi bogati Habaneros bili su nadahnuti Francuskom, što je vidljivo u interijerima kuća više klase kao palača 
Aldama, izgrađena 1844., najznačajnije neoklasične rezidencijalne građevine u Havani koja je udarila pečat dizajnu mnogih kuća iz tog doba, s portalima neoklasičnih stupova usmjerenih prema otvorenim prostorima ili dvorištima. Značajni primjeri kasnog neokasicizma u Havani također su El capitolio i Univerzitet u Havani. Kupola Capitolia sa 62 metra visine bila je najviša građevina u gradu i primjer američkog utjecaja u to doba.

## Znamenitosti
- Fortaleza San Carlos de la Cabaña, utvrda locirana na istočnoj strani zaljeva Havana. La Cabaña je najimpresivnija utvrda iz kolonijalnog doba, posebno zidine izgrađene (istovremeno s utvrdom El Morro) krajem 18. stoljeća.
- El Capitolio Nacional, kolosalna građevina izgrađena 1929. kao senat i zastupnički dom, prepoznatljiva je po svojoj kupoli koja dominira gradskim pejzažem. Unutrašnjost karakterizira treći najveći kip na svijetu izložen u zatvorenom prostoru, La Estatua de la República. Danas je palača sjedište Kubanske akademije znanosti i Museo Nacional de Historia Natural (Nacionalni prirodoslovni muzej), koji sadrži najveću prirodoslovnu zbirku u zemlji.
- Castillo de los Tres Reyes Magos del Morro, također i kraće El Morro, pitoreskna je tvrđava na ulazu u zaljev, izgrađena radi obrane od piratskih napada.
- Castillo San Salvador de la Punta, manja utvrda izgrađena u 16. stoljeću na zapadnoj strani ulaza u luku, igrala je ključnu ulogu u obrani Havane za vrijeme prvih stoljeća kolonizacije. Na tvrđavi se još nalazi dvadesetak starih topova i drugi vojni antikviteti.
- Gran Teatro de La Habana, Veliko kazalište Havane, čuveno po hvaljenom Nacionalnom Kubanskom Baletu, ponekad ugošćuje i predstave Nacionalne opere. Teatar je poznat i po koncertnoj dvorani Garcia Lorca, najvećoj na Kubi.
- El Malecón Habanero, avenija koja se proteže duž obalnog zida izgrađenog na sjevernoj obali Havane, od stare Havane do rijeke Almendares River, i tvori sjevernu granicu stare Havane i četvrti Centro Habana i Vedado.
- Museo de la Revolución, muzej revolucije, smješten u bivšoj predsjedničkoj palači, s jahtom Granma izloženom u muzeju.
- Paseo del Prado, je avenija koja u smjeru sjever-jug razdvaja općine Habana Vieja i Centro Habana. Izgrađena je 1772. pod kolonijalnom vladavinom Markiza e la Torre, generalnog kapetana (guvernera) otoka. Prvo ime ulice bilo je Alameda de Extramuros, radi izvorne pozicije izvan zidina. Na Paseo del Prado nalazi se osam brončanih skulptura lavova.
- Castillo de la Real Fuerza utvrda je na sjevernoj strani luke. Izvorno je izgrađena radi obrane od piratskih napada i kao rezidencija generalnih kapetana (guvernera) otoka, a bila je zakinuta lošom strateškom pozicijom preduboko u zaljevu. Smatra se najstarijom kamenom utvrdom u Americi.

- Veliko kazalište Havane
- Državni muzej umjetnosti (Museo Nacional de Bellas Artes de La Habana)
- Centro Habana
- Plaza de la Catedral a La Habana
- Iglesia Angel Custodio
- Floridita Bar

## Vanjske poveznice
- Poveznice na znamenitosti Stare Havane  Arhivirana inačica izvorne stranice od 29. rujna 2007. (Wayback Machine) (engl.)
- Stara Havana, video na službenim stranicama UNESCO-a (engl.)
- La Habana Vieja. Patrimonio de la Humanidad (šp.)